# Decametra studeri
Decametra studeri is een haarster uit de familie Colobometridae.
De wetenschappelijke naam van de soort werd in 1909 gepubliceerd door Austin Hobart Clark.